# بوليكاس دوبيوم (أميبيات)
بوليكاوس دوبيوس Polychaos dubium من أميبيات المياه العذبة ويعتبر إحدى أكبر أنواع حقيقيات النوى وحيدة الخلية، ويتحرك مثل الأميبيات بالأرجل الكاذبة واعتبر أنه الكائن المتميز بحجم الجينوم الأكبر مقارنة بكل الكائنات الحية المعروفة، 

## روابط خارجية
- شبكة أخبار الجينوم